# 合肥市
合肥市（ごうひし、がっぴし、中: 合肥市、拼音: Héféi Shì）は、中華人民共和国安徽省に位置する地級市。安徽省の省人民政府が置かれる省都で、地域の政治・経済・文化の中心である。合肥の日本語読みについては、「ごうひ」が一般的であるが、三国志関連では「がっぴ」と読まれる傾向にある。

## 歴史

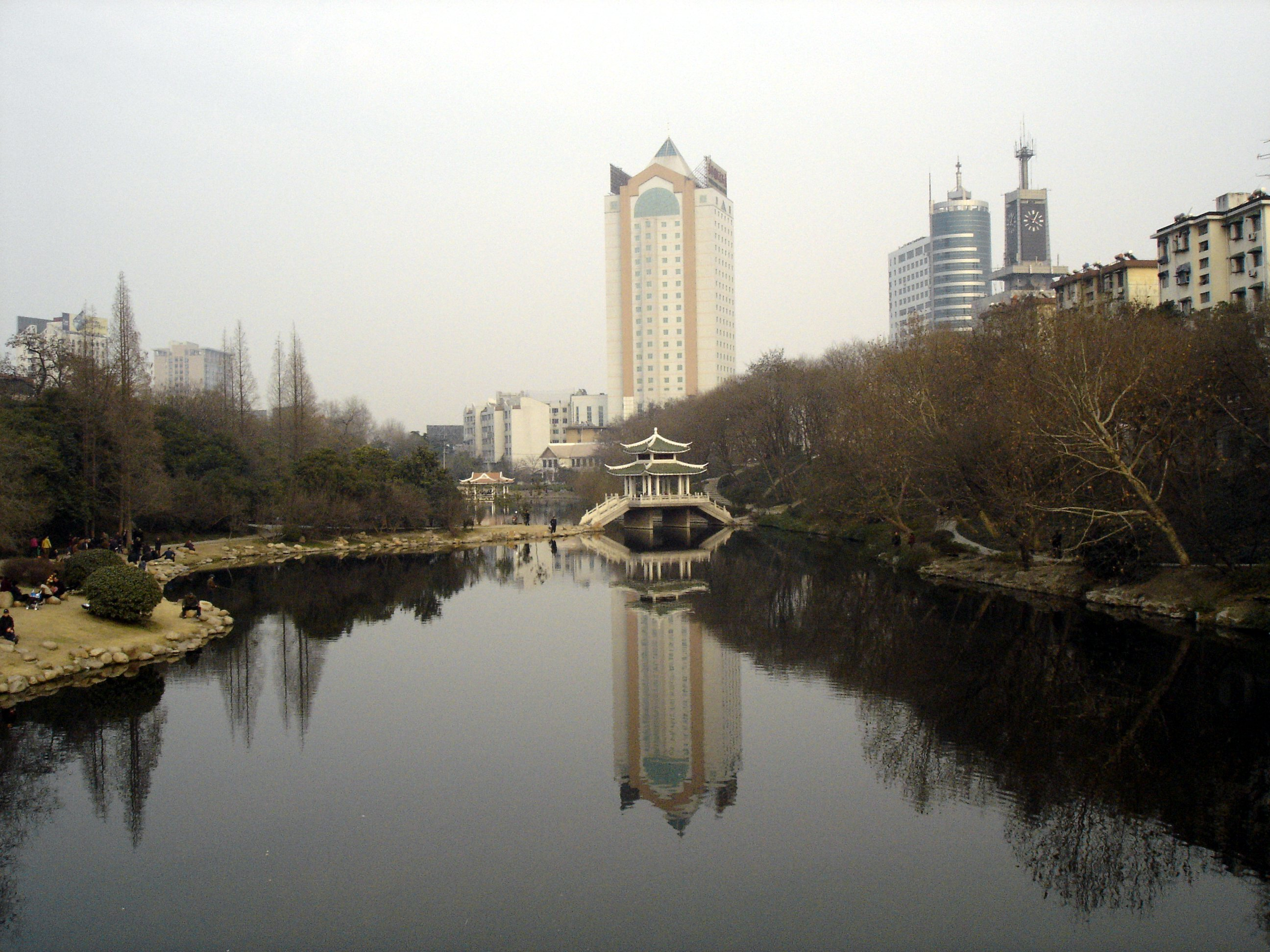
合肥銀河公園

合肥の歴史は古く、紀元前3世紀に秦が合肥県を置き、九江郡に属した。
後漢末期に曹操により派遣された揚州刺史の劉馥が整備し、曹操と孫権の係争地となる。208年、孫権は10万の兵を率いて百日あまり合肥を攻撃したが、落とすことができずに撤退した。215年、曹操配下の張遼が李典ともに精鋭兵800人を率いて合肥を包囲した呉軍を奇襲、打撃を与えて気勢を削ぎ、その後は7千ほどの兵力で籠城し、呉の10万の大軍を相手に守りきった。そして撤退中の呉軍に追撃をかけ、孫権を徹底的に追い詰めた（合肥の戦い）。その後も張遼は呉軍を一切寄せ付けず、恐れられたことから「遼来遼来」の言葉を生んだ。
三国時代には魏の揚州経略の主要拠点となり、呉からの攻撃も止むことはなかった。230年代初頭に魏の満寵が老朽化した合肥城の北西側に「合肥新城」を築城する。234年、呉の孫権が同城を攻撃してきた際には、魏の曹叡（明帝）が親征を行ってこれを撃退した（現在も同地に合肥新城遺址が残されている）。253年には呉の諸葛恪が攻撃するが、籠城の末にこれを撃退した。
その後隋初には合肥県に廬州が設置され、明清時代まで続いた。このため廬州の別称でも知られる。
1949年1月21日、国共内戦のさなか中国国民党軍を破った人民解放軍が合肥に入城、2月1日に県を廃して合肥市を建てた。1952年8月25日安徽省人民政府が正式に成立し、合肥市に駐在するようになった。

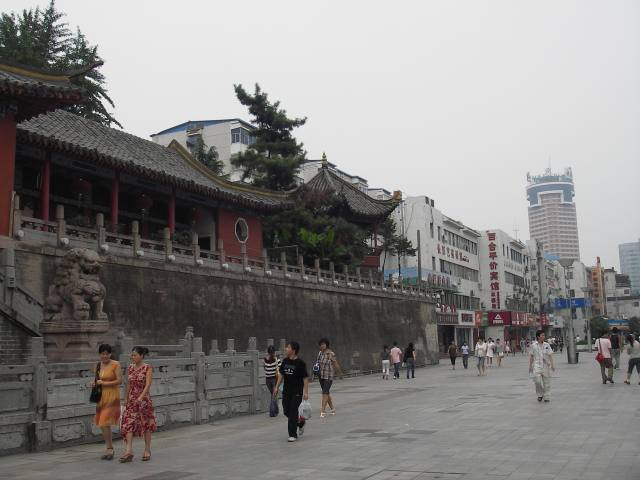
合肥中心部の淮河路歩行街（歩行者天国）。逍遥津公園の南の道路よりさらに南に位置する。写真左は明教寺で礎石は教弩台＝曹操点将台（曹操が弓の訓練に使ったとされる）。

## 地理
安徽省中央、長江と淮河の間に位置し、巣湖に臨む。南に淝河を通じて長江から海に出ることができる。省都として行政施設が多数置かれているほか、石油関連のオフィスが目立つ。大規模な工場は少ないが主要大学があることも関係して技術研究開発施設には重点が置かれている。

### 気候
1月の平均気温は2.8度、7月の平均気温は28.0度、年平均気温は15.8度、年降水量は990.5mmである。
| 合肥(1991-2020)の気候                     | 合肥(1991-2020)の気候 | 合肥(1991-2020)の気候 | 合肥(1991-2020)の気候 | 合肥(1991-2020)の気候 | 合肥(1991-2020)の気候 | 合肥(1991-2020)の気候 | 合肥(1991-2020)の気候 | 合肥(1991-2020)の気候 | 合肥(1991-2020)の気候 | 合肥(1991-2020)の気候 | 合肥(1991-2020)の気候 | 合肥(1991-2020)の気候 | 合肥(1991-2020)の気候 |
| 月                                        | 1月                   | 2月                   | 3月                   | 4月                   | 5月                   | 6月                   | 7月                   | 8月                   | 9月                   | 10月                  | 11月                  | 12月                  | 年                    |
| ----------------------------------------- | --------------------- | --------------------- | --------------------- | --------------------- | --------------------- | --------------------- | --------------------- | --------------------- | --------------------- | --------------------- | --------------------- | --------------------- | --------------------- |
| 平均最高気温 °C （°F）                    | 7.2 (45)              | 10.2 (50.4)           | 15.5 (59.9)           | 21.9 (71.4)           | 27.1 (80.8)           | 29.7 (85.5)           | 32.6 (90.7)           | 32.1 (89.8)           | 28.2 (82.8)           | 22.9 (73.2)           | 16.4 (61.5)           | 9.9 (49.8)            | 21.14 (70.07)         |
| 日平均気温 °C （°F）                      | 3.1 (37.6)            | 5.7 (42.3)            | 10.6 (51.1)           | 16.8 (62.2)           | 22.2 (72)             | 25.6 (78.1)           | 28.6 (83.5)           | 27.9 (82.2)           | 23.6 (74.5)           | 17.9 (64.2)           | 11.4 (52.5)           | 5.3 (41.5)            | 16.56 (61.81)         |
| 平均最低気温 °C （°F）                    | −0.1 (31.8)           | 2.2 (36)              | 6.6 (43.9)            | 12.4 (54.3)           | 17.8 (64)             | 21.9 (71.4)           | 25.4 (77.7)           | 24.7 (76.5)           | 20.1 (68.2)           | 13.9 (57)             | 7.4 (45.3)            | 1.7 (35.1)            | 12.83 (55.1)          |
| 雨量 mm （inch）                          | 47.4 (1.866)          | 52.8 (2.079)          | 76.3 (3.004)          | 83.7 (3.295)          | 90.1 (3.547)          | 158.5 (6.24)          | 185.1 (7.287)         | 138.7 (5.461)         | 70.3 (2.768)          | 51.6 (2.031)          | 54.6 (2.15)           | 33.7 (1.327)          | 1,042.8 (41.055)      |
| 出典：China Meteorological Administration |                       |                       |                       |                       |                       |                       |                       |                       |                       |                       |                       |                       |                       |

| 合肥 (1953-2007)の気候      | 合肥 (1953-2007)の気候 | 合肥 (1953-2007)の気候 | 合肥 (1953-2007)の気候 | 合肥 (1953-2007)の気候 | 合肥 (1953-2007)の気候 | 合肥 (1953-2007)の気候 | 合肥 (1953-2007)の気候 | 合肥 (1953-2007)の気候 | 合肥 (1953-2007)の気候 | 合肥 (1953-2007)の気候 | 合肥 (1953-2007)の気候 | 合肥 (1953-2007)の気候 | 合肥 (1953-2007)の気候 |
| 月                          | 1月                    | 2月                    | 3月                    | 4月                    | 5月                    | 6月                    | 7月                    | 8月                    | 9月                    | 10月                   | 11月                   | 12月                   | 年                     |
| --------------------------- | ---------------------- | ---------------------- | ---------------------- | ---------------------- | ---------------------- | ---------------------- | ---------------------- | ---------------------- | ---------------------- | ---------------------- | ---------------------- | ---------------------- | ---------------------- |
| 平均最高気温 °C （°F）      | 6.7 (44.1)             | 9.0 (48.2)             | 14.0 (57.2)            | 20.6 (69.1)            | 25.8 (78.4)            | 29.3 (84.7)            | 32.3 (90.1)            | 32.1 (89.8)            | 27.5 (81.5)            | 22.2 (72)              | 15.8 (60.4)            | 9.4 (48.9)             | 20.39 (68.7)           |
| 平均最低気温 °C （°F）      | −0.7 (30.7)            | 1.3 (34.3)             | 5.8 (42.4)             | 11.8 (53.2)            | 17.1 (62.8)            | 21.5 (70.7)            | 25.0 (77)              | 24.4 (75.9)            | 19.4 (66.9)            | 13.2 (55.8)            | 6.9 (44.4)             | 1.3 (34.3)             | 12.25 (54.03)          |
| 降水量 mm （inch）          | 37.0 (1.457)           | 51.1 (2.012)           | 75.5 (2.972)           | 91.1 (3.587)           | 96.2 (3.787)           | 130.8 (5.15)           | 171.2 (6.74)           | 122.0 (4.803)          | 75.8 (2.984)           | 56.1 (2.209)           | 53.6 (2.11)            | 30.1 (1.185)           | 990.5 (38.996)         |
| 出典：中国気象台 2010-03-20 |                        |                        |                        |                        |                        |                        |                        |                        |                        |                        |                        |                        |                        |

## 行政区画
4市轄区・1県級市・4県を管轄する。
- 市轄区
  - 蜀山区・瑶海区・廬陽区・包河区
- 県級市
  - 巣湖市
- 県
  - 長豊県・肥東県・肥西県・廬江県

| 合肥市の地図                                                        |
| ------------------------------------------------------------------- |
| 瑶海区 廬陽区 蜀山区 包河区 長豊県 肥東県 肥西県 廬江県 巣湖市 巣湖 |

### 年表
この節の出典

#### 皖北行署区合肥市
- 1949年10月1日 - 中華人民共和国皖北行署区合肥市が発足。東市区・西市区・車站区・城郊区が成立。(4区)
- 1952年7月22日 - 城郊区が分割され、東郊区・西郊区が発足。(5区)
- 1952年8月7日 - 安徽省の成立により、安徽省合肥市となる。

#### 皖北行署区巣湖専区
- 1949年10月1日 - 中華人民共和国皖北行署区巣湖専区が成立。三河市・巣県・含山県・和県・無為県・廬江県・肥東県が発足。(1市6県)
- 1949年10月 - 南京市郊区の一部が和県に編入。(1市6県)
- 1949年12月 - 和県が南京市に編入。(1市5県)
- 1950年1月 - 南京市和県を編入。(1市6県)
- 1950年9月20日 - 三河市が肥西県に編入。(6県)
- 1950年10月 - 肥西県を編入。(7県)
- 1952年3月28日 - 巣湖専区が皖南行署区宣城専区と合併し、皖南行署区蕪湖専区の発足により消滅。
  - 肥東県が滁県専区に編入。
  - 肥西県が六安専区に編入。

#### 安徽省合肥市
- 1954年10月4日 - 東郊区・西郊区が合併し、郊区が発足。(4区)
- 1955年3月 - 六安専区肥西県の一部が郊区に編入。(4区)
- 1955年12月20日 - 六安専区肥西県の一部が郊区に編入。(4区)
- 1956年3月 - 六安専区肥西県の一部が郊区に編入。(4区)
- 1956年11月26日 - 蚌埠専区肥東県、六安専区肥西県、蕪湖専区巣県の各一部が郊区に編入。(4区)
- 1958年2月 - 六安専区肥西県の一部が郊区に編入。(4区)
- 1958年7月12日 - 蚌埠専区肥東県、蕪湖専区巣県、六安専区肥西県を編入。(4区3県)
- 1959年5月 - 巣県の一部が分立し、巣湖区が発足。(5区3県)
- 1959年12月 - 車站区が南市区に改称。(5区3県)
- 1960年3月17日 - 郊区が蜀山区に改称。(5区3県)
- 1960年6月5日 - 蜀山区が北市区に改称。(5区3県)
- 1961年4月7日 (5区)
  - 巣県が蕪湖専区に編入。
  - 肥東県が滁県専区に編入。
  - 肥西県が六安専区に編入。
- 1961年4月13日 - 巣湖区が蕪湖専区巣県に編入。(4区)
- 1963年5月18日 - 北市区が東市区・西市区・南市区に分割編入。(3区)
- 1963年7月13日 (3区)
  - 南市区の一部が滁県専区肥東県に編入。
  - 西市区の一部が六安専区肥西県に編入。
- 1963年8月16日 (3区)
  - 南市区が東市区に改称。
  - 東市区が中市区に改称。
- 1964年9月 - 六安専区肥西県の一部が西市区に編入。(3区)
- 1964年10月31日 - 六安専区寿県・肥西県、滁県専区定遠県・肥東県の各一部が合併し、長豊県が発足。(3区1県)
- 1964年12月27日 - 西市区・東市区の各一部が合併し、郊区が発足。(4区1県)
- 1965年7月10日 - 長豊県の一部が滁県専区定遠県に編入。(4区1県)
- 1969年10月29日 - 巣湖専区肥東県の一部が郊区に編入。(4区1県)
- 1978年5月20日 - 六安地区肥西県の一部が郊区に編入。(4区1県)
- 1983年10月8日 - 巣湖地区肥東県、六安地区肥西県を編入。(4区3県)
- 2002年2月1日 (4区3県)
  - 東市区および郊区・肥東県の各一部が合併し、瑶海区が発足。
  - 中市区および郊区の一部が合併し、廬陽区が発足。
  - 西市区・郊区の各一部が合併し、蜀山区が発足。
  - 西市区の残部・郊区の残部が合併し、包河区が発足。
- 2004年5月29日 - 長豊県の一部が淮南市大通区・田家庵区・謝家集区に分割編入。(4区3県)
- 2006年9月26日 - 肥西県の一部が蜀山区・包河区に分割編入。(4区3県)
- 2011年7月14日 - 巣湖市居巣区・廬江県を編入。(4区1市4県)
  - 居巣区が市制施行し、巣湖市となる。
- 2013年9月1日 - 肥西県の一部が蜀山区に編入。(4区1市4県)

#### 安徽省巣湖地区
- 1965年5月21日 - 蕪湖専区巣県・無為県・含山県・和県、六安専区廬江県、滁県専区肥東県を編入。巣湖専区が成立。(6県)
- 1965年12月1日 - 巣県の一部が無為県に編入。(6県)
- 1965年12月7日 - 含山県の一部が巣県に編入。(6県)
- 1966年3月3日 - 巣県の一部が含山県に編入。(6県)
- 1969年8月25日 - 巣県の一部が無為県に編入。(6県)
- 1969年10月29日 - 肥東県の一部が合肥市郊区に編入。(6県)
- 1969年11月19日 - 肥東県の一部が巣県に編入。(6県)
- 1969年12月1日 - 肥東県の一部が無為県に編入。(6県)
- 1971年3月29日 - 巣湖専区が巣湖地区に改称。(6県)
- 1971年6月 (6県)
  - 巣県の一部(槐林区壩鎮公社の一部)が廬江県に編入。
  - 廬江県の一部(盛橋区七里公社の一部)が巣県に編入。
- 1982年11月25日 - 巣県の一部が分立し、巣湖市が発足。(1市6県)
- 1983年10月8日 (1市4県)
  - 肥東県が合肥市に編入。
  - 巣県が巣湖市に編入。
- 1987年12月 - 無為県の一部が銅陵市銅陵県に編入。(1市4県)
- 1999年7月9日 - 巣湖地区が地級市の巣湖市に昇格。

#### 巣湖市
- 1999年7月9日 - 巣湖地区が地級市の巣湖市に昇格。(1区4県)
  - 巣湖市が区制施行し、居巣区となる。
- 2006年9月26日 - 含山県の一部が居巣区に編入。(1区4県)
- 2011年7月14日 
  - 和県の一部が蕪湖市鳩江区に編入。
  - 居巣区・廬江県が合肥市に編入。
  - 無為県が蕪湖市に編入。
  - 含山県・和県が馬鞍山市に編入。

## 経済
自動車メーカー江淮汽車 (JAC) の本社所在地である。また、かつては三洋電機の現地合弁「合肥栄事達三洋電器股份有限公司」（合肥三洋）があったが、ワールプール・コーポレーションに買収されて現在は同社の中国法人となっている。

## 交通
空港・ホテル以外では英語が通じないので特に英文名称の施設（米系のホテルなど）に行く場合には漢字資料が必要。日本語は市中では通じない。

### 航空
中国国内の主要都市と合肥の間には航空便が多く設定されている。
- 合肥駱崗国際空港 (2013年5月30日閉鎖)
- 合肥新橋国際空港 (2013年6月1日運用開始)

### 鉄道

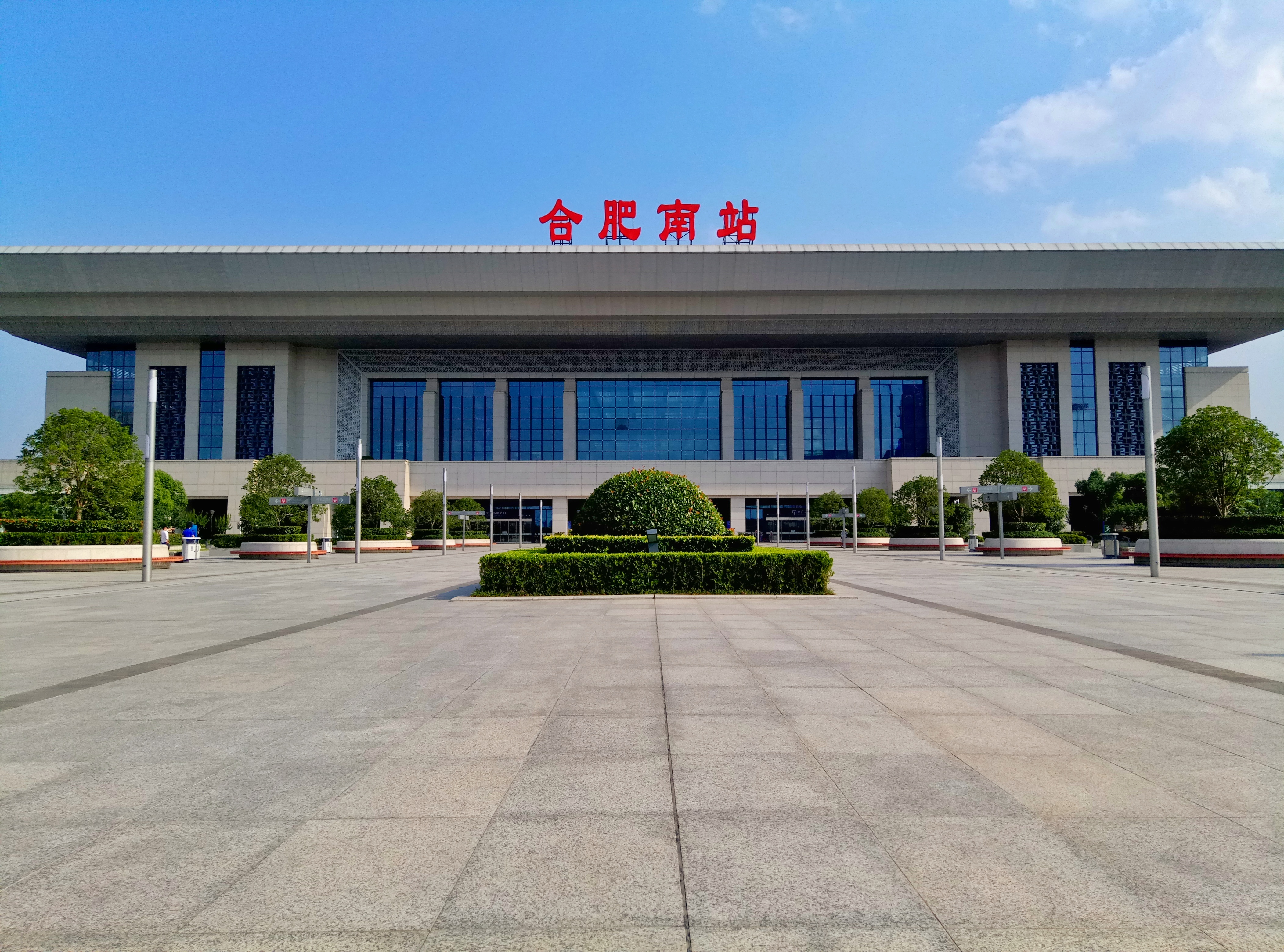
合肥南駅

合肥南駅が高速鉄道ターミナルの中心として中国各地とを結んでいる。
- 中国国家鉄路集団
  - 合肥南駅
    - 南京·上海方面：合寧線
    - 武漢·重慶方面：合武線
    - 済南·北京方面：合蚌旅客専用線
    - 福州方面：合福旅客専用線
    - 商丘·鄭州方面・杭州方面：商杭旅客専用線（中国語版）
    - 安慶·九江·南昌方面：合九旅客専用線（中国語版）

  - 合肥駅
    - 済南·北京方面：合蚌旅客専用線
    - 淮南線（中国語版）
    - 寧西線
    - 合九線（中国語版）

### 港
合肥港
航道等級
三、四級

### 市内公共交通

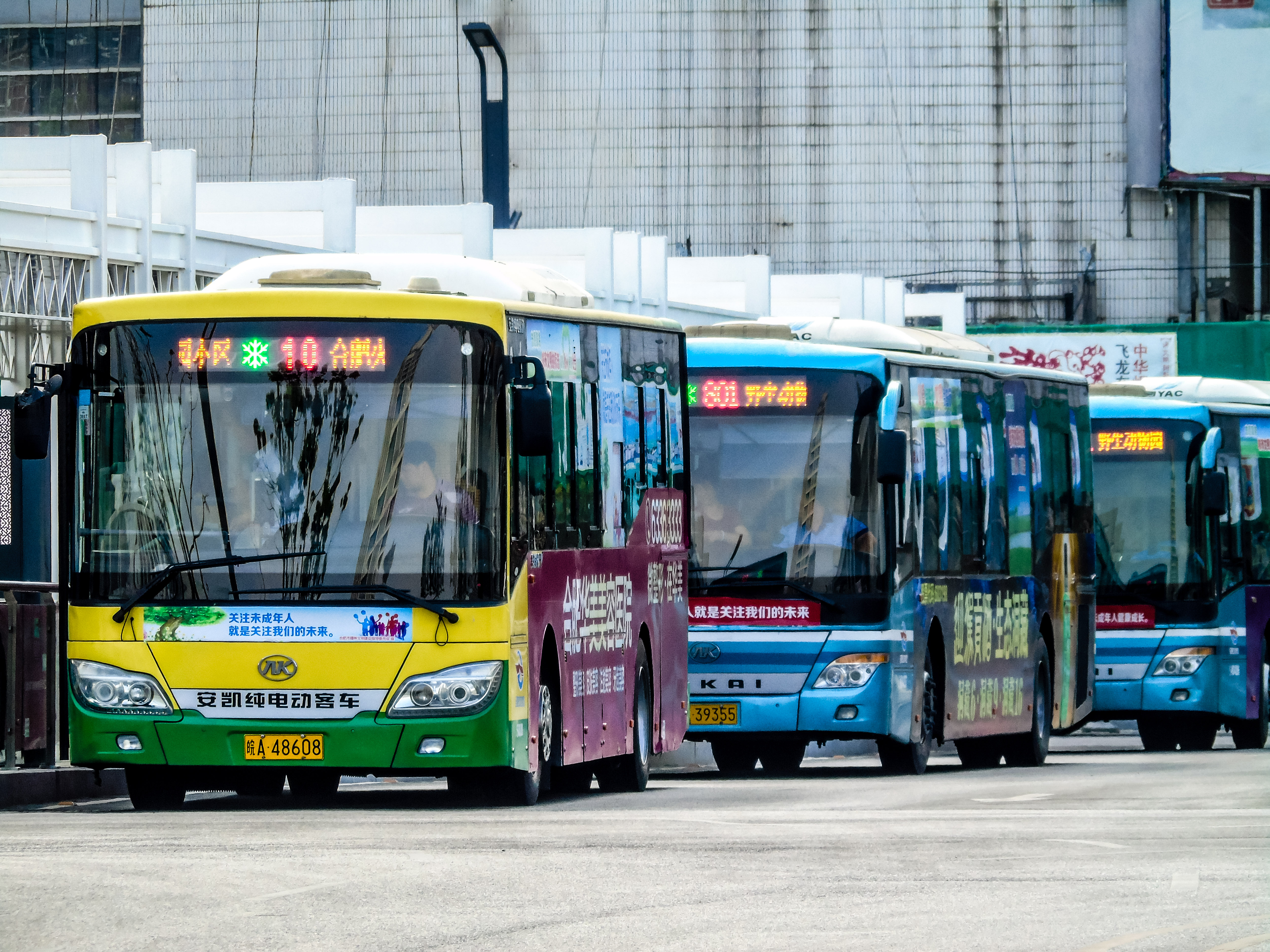
合肥市内の路線バス

物価に比べてタクシー代が割安（昼6.25元、夜8.25元）なのでバスに加えてタクシーが市内交通では市民の足となっている。タクシーの台数は多いが通勤時間帯は乗車率が高いので簡単にはつかまらない。
2016年12月26日に合肥初の地下鉄である合肥軌道交通1号線が開業した。
- 合肥軌道交通
  - ■1号線
  - ■2号線
  - ■3号線
  - ■4号線
  - ■5号線
  - ■8号線
  - ■6号線（工事中　2025年末開業予定）
  - ■7号線（工事中　2027年末開業予定）
  - ■S1号線（空港線　工事中　2025年末開業予定）

## 教育
国の直轄管理である中国科学技術大学、合肥工業大学、安徽大学を擁し、北京に次ぐ一大科学技術教育拠点である。

## 友好都市
- 久留米市 (日本国 福岡県) - 1980年5月12日
- フリータウン (シエラレオネ共和国の首都) - 1984年3月20日
- ブジュンブラ (ブルンジ共和国の首都) - 1986年7月4日
- コロンバス (アメリカ合衆国 オハイオ州) - 1988年11月17日
- オールボー (デンマーク 北ユラン地域) - 1989年4月22日
- リェイダ (スペイン王国 カタルーニャ州) - 1998年4月4日
- 原州市 (大韓民国 江原特別自治道) - 2002年6月20日
- Darebin (オーストラリア連邦 ビクトリア州) - 2003年10月29日
- ベルファスト (イギリス連合王国 北アイルランド国 アルスター地方 アントリム県･ダウン県) - 2005年6月13日
- オスナブリュック (ドイツ連邦共和国 ニーダーザクセン州) - 2006年11月8日
- ウファ (ロシア連邦 バシコルトスタン共和国の首都) - 2016年6月17日
- プノンペン (カンボジア王国の首都) - 2018年11月6日

## 出身者
- 包拯（包青天） - 北宋の仁宗時期の著名な大臣、清廉をもって名を残した。京劇などで「鉄面無私の包公」として登場する。市内に墓（包孝粛公墓園）がある。
- 李鴻章 - 清末の政治家。淮軍の軍事力を背景に大きな力を持ち、洋務運動を推進した。日本と下関条約を調印。市内に旧宅が残る。
- 聶士成 - 清末の軍人。淮軍出身で、軍の近代化に尽力。義和団の乱に際し、8か国連合軍を迎撃したが戦死。
- 段祺瑞 - 清末民初の軍人・政治家。北洋新軍の三傑の一人。安徽派の指導者。北京政府国務総理。
- 王揖唐 - 清末、中華民国の政治家。安徽派で、安福倶楽部の創設者。中華民国臨時政府、汪兆銘政権に参加。
- 賈徳耀 - 中華民国の軍人・政治家。安徽派。北京政府国務総理。
- 龔心湛 - 中華民国の政治家。安徽派。北京政府臨時国務総理。
- 呉光新 - 中華民国の軍人。段祺瑞の義弟で「四大金剛」の一人。安徽派。
- 呉新田 - 中華民国の軍人。安徽派。
- 聶憲藩 - 中華民国の軍人。聶士成の子。北京政府歩軍統領。
- 張広建 - 中華民国の政治家。安徽派。
- 段芝貴 - 中華民国の軍人。安徽派。陸軍総長、京畿警備司令。
- 李経羲 - 清末民初の政治家。李鴻章の甥。北京政府国務総理。
- 衛立煌 - 中華民国の軍人。国民革命軍に属する。日中戦争における主力指揮官の1人。
- 呉忠信 - 中華民国の軍人・政治家。中国同盟会、中国国民党に属する。蒙蔵委員会委員長、新疆省政府主席。
- 楊振寧 - 世界的に著名な米国籍華人物理学者。
- 王建煊 - 台湾の政治家。財政部長、監察院長。
- 楊元慶 - 実業家。レノボCEO。